# Propelente líquido de cohetes
Los cohetes químicos de impulsos específicos más altos (cohetes de propulsores líquido) utilizan propelentes  de  combustible líquido . Aproximadamente 170 propulsores líquidos diferentes han sido sometidos a pruebas de laboratorio. Esta estimación excluye cambios menores a un propulsor específico tales como aditivos propulsores, inhibidores de corrosión o estabilizantes. En los Estados Unidos solo se han hecho al menos 25 combinaciones de propulsantes diferentes. Sin embargo, no ha habido un propulsor completamente nuevo usado en vuelo durante casi 30 años. Muchos factores entran en la elección de un propelente para un motor de cohete de propulsor líquido. Los factores principales incluyen la facilidad de operación, costo, peligros / ambiente y funcionamiento. Los bipropelentes pueden ser propulsores hipergólicos o no hipergólicos. Una combinación hipergólica de oxidante y combustible comenzará a quemarse al contacto. Un no hipergólico necesita una fuente de ignición.

## Historia

### Desarrollo inicial

Robert H. Goddard el 16 de marzo de 1926, sosteniendo el bastidor de lanzamiento de su invención más notable. El primer cohete de combustible líquido.

El 16 de marzo de 1926, Robert H. Goddard utilizó oxígeno líquido (LOX) y gasolina como propulsores para su primer lanzamiento de cohete de combustible líquido parcialmente exitoso. Los dos líquidos son fácilmente obtenibles, baratos y altamente energéticos. El oxígeno es un criógeno moderado, por lo que el aire no se licuará en contacto con un tanque de oxígeno líquido. En consecuencia, es posible almacenar LOX brevemente en un cohete sin aislamiento excesivo. La gasolina ha sido reemplazada desde entonces por diferentes hidrocarburos combustibles, como por ejemplo el RP-1 -un tipo de queroseno de grado elevado altamente refinado. Esta combinación propelente es muy práctica para cohetes que no necesitan ser almacenados durante mucho tiempo, y hasta el día de hoy, se utiliza en las primeras etapas de muchos lanzadores orbitales.

## Tabla

### Definiciones
Ve
Velocidad media de escape, m/s. La misma medida que el impulso específico en diferentes unidades, numéricamente igual al impulso específico en N·s/kg.
r
Proporción de mezcla: masa oxidante / combustible de masa
Tc
Temperatura de la cámara, °C
d
La densidad a granel de combustible y oxidante, en g/cm³
C*
Velocidad característica, m/s. Igual a la presión de la cámara multiplicada por el área de la garganta, dividida por el caudal másico. Se utiliza para comprobar la eficiencia de la combustión del cohete experimental.

### Bipropelentes
| Oxidante        | Combustible                 | Comentario                                         | Expansión óptima desde 68,05 atm a 1 atm [cita requerida] | Expansión óptima desde 68,05 atm a 1 atm [cita requerida] | Expansión óptima desde 68,05 atm a 1 atm [cita requerida] | Expansión óptima desde 68,05 atm a 1 atm [cita requerida] | Expansión óptima desde 68,05 atm a 1 atm [cita requerida] | Expansión desde 68,05 atm hasta el vacío (0 atm) (Áreatobera = 40:1)[cita requerida] | Expansión desde 68,05 atm hasta el vacío (0 atm) (Áreatobera = 40:1)[cita requerida] | Expansión desde 68,05 atm hasta el vacío (0 atm) (Áreatobera = 40:1)[cita requerida] | Expansión desde 68,05 atm hasta el vacío (0 atm) (Áreatobera = 40:1)[cita requerida] | Expansión desde 68,05 atm hasta el vacío (0 atm) (Áreatobera = 40:1)[cita requerida] |
| Oxidante        | Combustible                 | Comentario                                         | Ve                                                        | r                                                         | Tc                                                        | d                                                         | C*                                                        | Ve                                                                                   | r                                                                                    | Tc                                                                                   | d                                                                                    | C*                                                                                   |
| --------------- | --------------------------- | -------------------------------------------------- | --------------------------------------------------------- | --------------------------------------------------------- | --------------------------------------------------------- | --------------------------------------------------------- | --------------------------------------------------------- | ------------------------------------------------------------------------------------ | ------------------------------------------------------------------------------------ | ------------------------------------------------------------------------------------ | ------------------------------------------------------------------------------------ | ------------------------------------------------------------------------------------ |
| LOX             | H2                          | Hydrolox. Común.                                   | 3816                                                      | 4.13                                                      | 2740                                                      | 0.29                                                      | 2416                                                      | 4462                                                                                 | 4.83                                                                                 | 2978                                                                                 | 0.32                                                                                 | 2386                                                                                 |
| LOX             | H2:Be 49:51                 |                                                    | 4498                                                      | 0.87                                                      | 2558                                                      | 0.23                                                      | 2833                                                      | 5295                                                                                 | 0.91                                                                                 | 2589                                                                                 | 0.24                                                                                 | 2850                                                                                 |
| LOX             | CH4 (metano)                | Methalox. Muchos motores en desarrollo en el 2010. | 3034                                                      | 3.21                                                      | 3260                                                      | 0.82                                                      | 1857                                                      | 3615                                                                                 | 3.45                                                                                 | 3290                                                                                 | 0.83                                                                                 | 1838                                                                                 |
| LOX             | C2H6                        |                                                    | 3006                                                      | 2.89                                                      | 3320                                                      | 0.90                                                      | 1840                                                      | 3584                                                                                 | 3.10                                                                                 | 3351                                                                                 | 0.91                                                                                 | 1825                                                                                 |
| LOX             | C2H4                        |                                                    | 3053                                                      | 2.38                                                      | 3486                                                      | 0.88                                                      | 1875                                                      | 3635                                                                                 | 2.59                                                                                 | 3521                                                                                 | 0.89                                                                                 | 1855                                                                                 |
| LOX             | RP-1 (kerosene)             | Kerolox. Común.                                    | 2941                                                      | 2.58                                                      | 3403                                                      | 1.03                                                      | 1799                                                      | 3510                                                                                 | 2.77                                                                                 | 3428                                                                                 | 1.03                                                                                 | 1783                                                                                 |
| LOX             | N2H4                        |                                                    | 3065                                                      | 0.92                                                      | 3132                                                      | 1.07                                                      | 1892                                                      | 3460                                                                                 | 0.98                                                                                 | 3146                                                                                 | 1.07                                                                                 | 1878                                                                                 |
| LOX             | B5H9                        |                                                    | 3124                                                      | 2.12                                                      | 3834                                                      | 0.92                                                      | 1895                                                      | 3758                                                                                 | 2.16                                                                                 | 3863                                                                                 | 0.92                                                                                 | 1894                                                                                 |
| LOX             | B2H6                        |                                                    | 3351                                                      | 1.96                                                      | 3489                                                      | 0.74                                                      | 2041                                                      | 4016                                                                                 | 2.06                                                                                 | 3563                                                                                 | 0.75                                                                                 | 2039                                                                                 |
| LOX             | CH4:H2 92.6:7.4             |                                                    | 3126                                                      | 3.36                                                      | 3245                                                      | 0.71                                                      | 1920                                                      | 3719                                                                                 | 3.63                                                                                 | 3287                                                                                 | 0.72                                                                                 | 1897                                                                                 |
| GOX             | GH2                         | Forma gaseosa                                      | 3997                                                      | 3.29                                                      | 2576                                                      | -                                                         | 2550                                                      | 4485                                                                                 | 3.92                                                                                 | 2862                                                                                 | -                                                                                    | 2519                                                                                 |
| F2              | H2                          |                                                    | 4036                                                      | 7.94                                                      | 3689                                                      | 0.46                                                      | 2556                                                      | 4697                                                                                 | 9.74                                                                                 | 3985                                                                                 | 0.52                                                                                 | 2530                                                                                 |
| F2              | H2:Li 65.2:34.0             |                                                    | 4256                                                      | 0.96                                                      | 1830                                                      | 0.19                                                      | 2680                                                      |                                                                                      |                                                                                      |                                                                                      |                                                                                      |                                                                                      |
| F2              | H2:Li 60.7:39.3             |                                                    |                                                           |                                                           |                                                           |                                                           |                                                           | 5050                                                                                 | 1.08                                                                                 | 1974                                                                                 | 0.21                                                                                 | 2656                                                                                 |
| F2              | CH4                         |                                                    | 3414                                                      | 4.53                                                      | 3918                                                      | 1.03                                                      | 2068                                                      | 4075                                                                                 | 4.74                                                                                 | 3933                                                                                 | 1.04                                                                                 | 2064                                                                                 |
| F2              | C2H6                        |                                                    | 3335                                                      | 3.68                                                      | 3914                                                      | 1.09                                                      | 2019                                                      | 3987                                                                                 | 3.78                                                                                 | 3923                                                                                 | 1.10                                                                                 | 2014                                                                                 |
| F2              | MMH                         |                                                    | 3413                                                      | 2.39                                                      | 4074                                                      | 1.24                                                      | 2063                                                      | 4071                                                                                 | 2.47                                                                                 | 4091                                                                                 | 1.24                                                                                 | 1987                                                                                 |
| F2              | N2H4                        |                                                    | 3580                                                      | 2.32                                                      | 4461                                                      | 1.31                                                      | 2219                                                      | 4215                                                                                 | 2.37                                                                                 | 4468                                                                                 | 1.31                                                                                 | 2122                                                                                 |
| F2              | NH3                         |                                                    | 3531                                                      | 3.32                                                      | 4337                                                      | 1.12                                                      | 2194                                                      | 4143                                                                                 | 3.35                                                                                 | 4341                                                                                 | 1.12                                                                                 | 2193                                                                                 |
| F2              | B5H9                        |                                                    | 3502                                                      | 5.14                                                      | 5050                                                      | 1.23                                                      | 2147                                                      | 4191                                                                                 | 5.58                                                                                 | 5083                                                                                 | 1.25                                                                                 | 2140                                                                                 |
| OF2             | H2                          |                                                    | 4014                                                      | 5.92                                                      | 3311                                                      | 0.39                                                      | 2542                                                      | 4679                                                                                 | 7.37                                                                                 | 3587                                                                                 | 0.44                                                                                 | 2499                                                                                 |
| OF2             | CH4                         |                                                    | 3485                                                      | 4.94                                                      | 4157                                                      | 1.06                                                      | 2160                                                      | 4131                                                                                 | 5.58                                                                                 | 4207                                                                                 | 1.09                                                                                 | 2139                                                                                 |
| OF2             | C2H6                        |                                                    | 3511                                                      | 3.87                                                      | 4539                                                      | 1.13                                                      | 2176                                                      | 4137                                                                                 | 3.86                                                                                 | 4538                                                                                 | 1.13                                                                                 | 2176                                                                                 |
| OF2             | RP-1                        |                                                    | 3424                                                      | 3.87                                                      | 4436                                                      | 1.28                                                      | 2132                                                      | 4021                                                                                 | 3.85                                                                                 | 4432                                                                                 | 1.28                                                                                 | 2130                                                                                 |
| OF2             | MMH                         |                                                    | 3427                                                      | 2.28                                                      | 4075                                                      | 1.24                                                      | 2119                                                      | 4067                                                                                 | 2.58                                                                                 | 4133                                                                                 | 1.26                                                                                 | 2106                                                                                 |
| OF2             | N2H4                        |                                                    | 3381                                                      | 1.51                                                      | 3769                                                      | 1.26                                                      | 2087                                                      | 4008                                                                                 | 1.65                                                                                 | 3814                                                                                 | 1.27                                                                                 | 2081                                                                                 |
| OF2             | MMH:N2H4:H2O 50.5:29.8:19.7 |                                                    | 3286                                                      | 1.75                                                      | 3726                                                      | 1.24                                                      | 2025                                                      | 3908                                                                                 | 1.92                                                                                 | 3769                                                                                 | 1.25                                                                                 | 2018                                                                                 |
| OF2             | B2H6                        |                                                    | 3653                                                      | 3.95                                                      | 4479                                                      | 1.01                                                      | 2244                                                      | 4367                                                                                 | 3.98                                                                                 | 4486                                                                                 | 1.02                                                                                 | 2167                                                                                 |
| OF2             | B5H9                        |                                                    | 3539                                                      | 4.16                                                      | 4825                                                      | 1.20                                                      | 2163                                                      | 4239                                                                                 | 4.30                                                                                 | 4844                                                                                 | 1.21                                                                                 | 2161                                                                                 |
| F2:O2 30:70     | H2                          |                                                    | 3871                                                      | 4.80                                                      | 2954                                                      | 0.32                                                      | 2453                                                      | 4520                                                                                 | 5.70                                                                                 | 3195                                                                                 | 0.36                                                                                 | 2417                                                                                 |
| F2:O2 30:70     | RP-1                        |                                                    | 3103                                                      | 3.01                                                      | 3665                                                      | 1.09                                                      | 1908                                                      | 3697                                                                                 | 3.30                                                                                 | 3692                                                                                 | 1.10                                                                                 | 1889                                                                                 |
| F2:O2 70:30     | RP-1                        |                                                    | 3377                                                      | 3.84                                                      | 4361                                                      | 1.20                                                      | 2106                                                      | 3955                                                                                 | 3.84                                                                                 | 4361                                                                                 | 1.20                                                                                 | 2104                                                                                 |
| F2:O2 87.8:12.2 | MMH                         |                                                    | 3525                                                      | 2.82                                                      | 4454                                                      | 1.24                                                      | 2191                                                      | 4148                                                                                 | 2.83                                                                                 | 4453                                                                                 | 1.23                                                                                 | 2186                                                                                 |
| Oxidante        | Combustible                 | Comentario                                         | Ve                                                        | r                                                         | Tc                                                        | d                                                         | C*                                                        | Ve                                                                                   | r                                                                                    | Tc                                                                                   | d                                                                                    | C*                                                                                   |
| N2F4            | CH4                         |                                                    | 3127                                                      | 6.44                                                      | 3705                                                      | 1.15                                                      | 1917                                                      | 3692                                                                                 | 6.51                                                                                 | 3707                                                                                 | 1.15                                                                                 | 1915                                                                                 |
| N2F4            | C2H4                        |                                                    | 3035                                                      | 3.67                                                      | 3741                                                      | 1.13                                                      | 1844                                                      | 3612                                                                                 | 3.71                                                                                 | 3743                                                                                 | 1.14                                                                                 | 1843                                                                                 |
| N2F4            | MMH                         |                                                    | 3163                                                      | 3.35                                                      | 3819                                                      | 1.32                                                      | 1928                                                      | 3730                                                                                 | 3.39                                                                                 | 3823                                                                                 | 1.32                                                                                 | 1926                                                                                 |
| N2F4            | N2H4                        |                                                    | 3283                                                      | 3.22                                                      | 4214                                                      | 1.38                                                      | 2059                                                      | 3827                                                                                 | 3.25                                                                                 | 4216                                                                                 | 1.38                                                                                 | 2058                                                                                 |
| N2F4            | NH3                         |                                                    | 3204                                                      | 4.58                                                      | 4062                                                      | 1.22                                                      | 2020                                                      | 3723                                                                                 | 4.58                                                                                 | 4062                                                                                 | 1.22                                                                                 | 2021                                                                                 |
| N2F4            | B5H9                        |                                                    | 3259                                                      | 7.76                                                      | 4791                                                      | 1.34                                                      | 1997                                                      | 3898                                                                                 | 8.31                                                                                 | 4803                                                                                 | 1.35                                                                                 | 1992                                                                                 |
| ClF5            | MMH                         |                                                    | 2962                                                      | 2.82                                                      | 3577                                                      | 1.40                                                      | 1837                                                      | 3488                                                                                 | 2.83                                                                                 | 3579                                                                                 | 1.40                                                                                 | 1837                                                                                 |
| ClF5            | N2H4                        |                                                    | 3069                                                      | 2.66                                                      | 3894                                                      | 1.47                                                      | 1935                                                      | 3580                                                                                 | 2.71                                                                                 | 3905                                                                                 | 1.47                                                                                 | 1934                                                                                 |
| ClF5            | MMH:N2H4 86:14              |                                                    | 2971                                                      | 2.78                                                      | 3575                                                      | 1.41                                                      | 1844                                                      | 3498                                                                                 | 2.81                                                                                 | 3579                                                                                 | 1.41                                                                                 | 1844                                                                                 |
| ClF5            | MMH:N2H4:N2H5NO3 55:26:19   |                                                    | 2989                                                      | 2.46                                                      | 3717                                                      | 1.46                                                      | 1864                                                      | 3500                                                                                 | 2.49                                                                                 | 3722                                                                                 | 1.46                                                                                 | 1863                                                                                 |
| ClF3            | MMH:N2H4:N2H5NO3 55:26:19   | Hipergólico                                        | 2789                                                      | 2.97                                                      | 3407                                                      | 1.42                                                      | 1739                                                      | 3274                                                                                 | 3.01                                                                                 | 3413                                                                                 | 1.42                                                                                 | 1739                                                                                 |
| ClF3            | N2H4                        | Hipergólico                                        | 2885                                                      | 2.81                                                      | 3650                                                      | 1.49                                                      | 1824                                                      | 3356                                                                                 | 2.89                                                                                 | 3666                                                                                 | 1.50                                                                                 | 1822                                                                                 |
| N2O4            | MMH                         | Hipergólico. Común.                                | 2827                                                      | 2.17                                                      | 3122                                                      | 1.19                                                      | 1745                                                      | 3347                                                                                 | 2.37                                                                                 | 3125                                                                                 | 1.20                                                                                 | 1724                                                                                 |
| N2O4            | MMH:Be 76.6:29.4            |                                                    | 3106                                                      | 0.99                                                      | 3193                                                      | 1.17                                                      | 1858                                                      | 3720                                                                                 | 1.10                                                                                 | 3451                                                                                 | 1.24                                                                                 | 1849                                                                                 |
| N2O4            | MMH:Al 63:27                |                                                    | 2891                                                      | 0.85                                                      | 3294                                                      | 1.27                                                      | 1785                                                      |                                                                                      |                                                                                      |                                                                                      |                                                                                      |                                                                                      |
| N2O4            | MMH:Al 58:42                |                                                    |                                                           |                                                           |                                                           |                                                           |                                                           | 3460                                                                                 | 0.87                                                                                 | 3450                                                                                 | 1.31                                                                                 | 1771                                                                                 |
| N2O4            | N2H4                        | Hipergólico. Común.                                | 2862                                                      | 1.36                                                      | 2992                                                      | 1.21                                                      | 1781                                                      | 3369                                                                                 | 1.42                                                                                 | 2993                                                                                 | 1.22                                                                                 | 1770                                                                                 |
| N2O4            | N2H4:UDMH 50:50             | Hipergólico. Común.                                | 2831                                                      | 1.98                                                      | 3095                                                      | 1.12                                                      | 1747                                                      | 3349                                                                                 | 2.15                                                                                 | 3096                                                                                 | 1.20                                                                                 | 1731                                                                                 |
| N2O4            | N2H4:Be 80:20               |                                                    | 3209                                                      | 0.51                                                      | 3038                                                      | 1.20                                                      | 1918                                                      |                                                                                      |                                                                                      |                                                                                      |                                                                                      |                                                                                      |
| N2O4            | N2H4:Be 76.6:23.4           |                                                    |                                                           |                                                           |                                                           |                                                           |                                                           | 3849                                                                                 | 0.60                                                                                 | 3230                                                                                 | 1.22                                                                                 | 1913                                                                                 |
| N2O4            | B5H9                        |                                                    | 2927                                                      | 3.18                                                      | 3678                                                      | 1.11                                                      | 1782                                                      | 3513                                                                                 | 3.26                                                                                 | 3706                                                                                 | 1.11                                                                                 | 1781                                                                                 |
| NO:N2O4 25:75   | MMH                         |                                                    | 2839                                                      | 2.28                                                      | 3153                                                      | 1.17                                                      | 1753                                                      | 3360                                                                                 | 2.50                                                                                 | 3158                                                                                 | 1.18                                                                                 | 1732                                                                                 |
| NO:N2O4 25:75   | N2H4:Be 76.6:23.4           |                                                    | 2872                                                      | 1.43                                                      | 3023                                                      | 1.19                                                      | 1787                                                      | 3381                                                                                 | 1.51                                                                                 | 3026                                                                                 | 1.20                                                                                 | 1775                                                                                 |
| IRFNA IIIa      | UDMH:DETA 60:40             | Hipergólico                                        | 2638                                                      | 3.26                                                      | 2848                                                      | 1.30                                                      | 1627                                                      | 3123                                                                                 | 3.41                                                                                 | 2839                                                                                 | 1.31                                                                                 | 1617                                                                                 |
| IRFNA IIIa      | MMH                         | Hipergólico                                        | 2690                                                      | 2.59                                                      | 2849                                                      | 1.27                                                      | 1665                                                      | 3178                                                                                 | 2.71                                                                                 | 2841                                                                                 | 1.28                                                                                 | 1655                                                                                 |
| IRFNA IIIa      | UDMH                        | Hipergólico                                        | 2668                                                      | 3.13                                                      | 2874                                                      | 1.26                                                      | 1648                                                      | 3157                                                                                 | 3.31                                                                                 | 2864                                                                                 | 1.27                                                                                 | 1634                                                                                 |
| IRFNA IV HDA    | UDMH:DETA 60:40             | Hipergólico                                        | 2689                                                      | 3.06                                                      | 2903                                                      | 1.32                                                      | 1656                                                      | 3187                                                                                 | 3.25                                                                                 | 2951                                                                                 | 1.33                                                                                 | 1641                                                                                 |
| IRFNA IV HDA    | MMH                         | Hipergólico                                        | 2742                                                      | 2.43                                                      | 2953                                                      | 1.29                                                      | 1696                                                      | 3242                                                                                 | 2.58                                                                                 | 2947                                                                                 | 1.31                                                                                 | 1680                                                                                 |
| IRFNA IV HDA    | UDMH                        | Hipergólico                                        | 2719                                                      | 2.95                                                      | 2983                                                      | 1.28                                                      | 1676                                                      | 3220                                                                                 | 3.12                                                                                 | 2977                                                                                 | 1.29                                                                                 | 1662                                                                                 |
| H2O2            | MMH                         |                                                    | 2790                                                      | 3.46                                                      | 2720                                                      | 1.24                                                      | 1726                                                      | 3301                                                                                 | 3.69                                                                                 | 2707                                                                                 | 1.24                                                                                 | 1714                                                                                 |
| H2O2            | N2H4                        |                                                    | 2810                                                      | 2.05                                                      | 2651                                                      | 1.24                                                      | 1751                                                      | 3308                                                                                 | 2.12                                                                                 | 2645                                                                                 | 1.25                                                                                 | 1744                                                                                 |
| H2O2            | N2H4:Be 74.5:25.5           |                                                    | 3289                                                      | 0.48                                                      | 2915                                                      | 1.21                                                      | 1943                                                      | 3954                                                                                 | 0.57                                                                                 | 3098                                                                                 | 1.24                                                                                 | 1940                                                                                 |
| H2O2            | B5H9                        |                                                    | 3016                                                      | 2.20                                                      | 2667                                                      | 1.02                                                      | 1828                                                      | 3642                                                                                 | 2.09                                                                                 | 2597                                                                                 | 1.01                                                                                 | 1817                                                                                 |
| Oxidante        | Combustible                 | Comentario                                         | Ve                                                        | r                                                         | Tc                                                        | d                                                         | C*                                                        | Ve                                                                                   | r                                                                                    | Tc                                                                                   | d                                                                                    | C*                                                                                   |

Definiciones de algunas de las mezclas:
IRFNA IIIa
83.4% HNO3, 14% NINGÚN2, 2% H2O, 0.6% HF
IRFNA IV HDA
54.3% HNO3, 44% NINGÚN2, 1% H2O, 0.7% HF
RP-1
Ve MIL-P-25576C, básicamente queroseno (aproximadamente C10H18)
MMH
CH3NHNH2
No tiene todos los datos para CO / O2, destinados a la NASA para cohetes basados en Marte, solo un impulso específico de unos 250 s.
r
Proporción de mezcla: masa oxidante / combustible de masa
Ve
Velocidad media de escape, m/s. La misma medida que el impulso específico en diferentes unidades, numéricamente igual al impulso específico en N·s/kg.
C*
Velocidad característica, m/s. Igual a la presión de la cámara multiplicada por el área de la garganta, dividida por el caudal másico. Se utiliza para comprobar la eficiencia de la combustión del cohete experimental.
Tc
Temperatura de la cámara, °C
d
La densidad a granel de combustible y oxidante, en g/cm³

### Monopropelentes
| Propulsor                         | Comentario                                     | Expansión óptima desde 68.05 atm hasta 1 atm [cita requerida] | Expansión óptima desde 68.05 atm hasta 1 atm [cita requerida] | Expansión óptima desde 68.05 atm hasta 1 atm [cita requerida] | Expansión óptima desde 68.05 atm hasta 1 atm [cita requerida] | Expansión desde 68.05 atm hasta el vacío (0 atm) (Áreatobera = 40:1) [cita requerida] | Expansión desde 68.05 atm hasta el vacío (0 atm) (Áreatobera = 40:1) [cita requerida] | Expansión desde 68.05 atm hasta el vacío (0 atm) (Áreatobera = 40:1) [cita requerida] | Expansión desde 68.05 atm hasta el vacío (0 atm) (Áreatobera = 40:1) [cita requerida] |
| Propulsor                         | Comentario                                     | Ve                                                            | Tc                                                            | d                                                             | C*                                                            | Ve                                                                                    | Tc                                                                                    | d                                                                                     | C*                                                                                    |
| --------------------------------- | ---------------------------------------------- | ------------------------------------------------------------- | ------------------------------------------------------------- | ------------------------------------------------------------- | ------------------------------------------------------------- | ------------------------------------------------------------------------------------- | ------------------------------------------------------------------------------------- | ------------------------------------------------------------------------------------- | ------------------------------------------------------------------------------------- |
| Dinitramida de amonio (LMP-103S)  | Misión PRISMA (2010–2015) 5 S/Cs lanzados 2016 |                                                               | 1608                                                          | 1.24                                                          |                                                               |                                                                                       | 1608                                                                                  | 1.24                                                                                  |                                                                                       |
| Hidrazina                         | Común                                          |                                                               | 883                                                           | 1.01                                                          |                                                               |                                                                                       | 883                                                                                   | 1.01                                                                                  |                                                                                       |
| Peróxido de hidrógeno             | Común                                          | 1610                                                          | 1270                                                          | 1.45                                                          | 1040                                                          | 1860                                                                                  | 1270                                                                                  | 1.45                                                                                  | 1040                                                                                  |
| Hidroxilamonio nitrato (AF-M315E) |                                                |                                                               | 1893                                                          | 1.46                                                          |                                                               |                                                                                       | 1893                                                                                  | 1.46                                                                                  |                                                                                       |
| Nitrometano                       |                                                |                                                               |                                                               |                                                               |                                                               |                                                                                       |                                                                                       |                                                                                       |                                                                                       |
| Propulsor                         | Comentario                                     | Ve                                                            | Tc                                                            | d                                                             | C*                                                            | Ve                                                                                    | Tc                                                                                    | d                                                                                     | C*                                                                                    |